# نوريهيرو كواكامي
نوريهيرو كواكامي (باليابانية: 川上 典洋) (4 أبريل 1987 في إزومو في اليابان – )؛ هو لاعب كرة قدم ياباني سابق كان يلعب كمدافع.

## وصلات خارجية
- نوريهيرو كواكامي على موقع رابطة كرة القدم اليابانية للمحترفين (اليابانية)
- نوريهيرو كواكامي على موقع قاعدة بيانات كرة القدم.إي يو (الإنجليزية)
- نوريهيرو كواكامي على موقع Soccerway.com (الإنجليزية)
- نوريهيرو كواكامي على موقع عالم كرة القدم.نت (الإنجليزية)